# Palais épiscopal de Paris
Le Palais épiscopal de Paris était du VIe siècle au XIIe siècle la résidence des évêques de Paris. 

## Historique
Selon l'habitude à l'époque mérovingienne et carolingienne, il était construit le long des remparts de la ville. Maurice de Sully a fait reconstruire le palais à partir de 1160 (voir palais de l'Archevêché de Paris).
Les descriptions de Grégoire de Tours et de Venance Fortunat ne permettent pas de situer avec précision les bâtiments (domus ecclesiae ). Ils devaient toutefois avoisiner les églises Saint-Étienne, Notre-Dame et Saint-Jean-le-Rond, le palais épiscopal faisant en effet partie du groupe épiscopal.

### Sources
- Victor Mortet, Étude historique et archéologique sur la cathédrale et le palais épiscopal de Paris du VI' au XII' s., 1888.